# Polyvinyl Records
La Polyvinyl Records è un'etichetta discografica indipendente statunitense con sede a Chicago.

## Storia
Nel 1994, due liceali di nome Matt Lunsford e Darcie Knight inaugurarono la fanzine Polyvinyl Press, che nei suoi volumi allegava delle pubblicazioni musicali. La prima pubblicazione della Polyvinyl, un vinile da sette pollici split dei Back of Dave e i Walker, uscì nel mese di luglio del 1995 come allegato al terzo volume della fanzine. Nel 1998, la Polyvinyl Records iniziò a godere di una certa visibilità dopo aver pubblicato Frame & Canvas dei Braid. L'etichetta ebbe ancora più successo dopo aver pubblicato The Sunlandic Twins (2005) degli Of Montreal. Nel 2008 la Polyvinyl inaugurò una filiale a San Francisco. Oltre agli artisti già citati, l'etichetta americana conta un roster di circa trenta artisti fra cui Japandroids, Hum, Mates of State, Vivian Girls e gli Architecture in Helsinki e presenta un catalogo di oltre 400 album.